# フィリスのアトリエ 〜不思議な旅の錬金術士〜
『フィリスのアトリエ 〜不思議な旅の錬金術士〜』（フィリスのアトリエ ふしぎなたびのれんきんじゅつし）は、コーエーテクモゲームスのガストブランドより2016年11月2日に発売されたコンピュータRPG。Windows版は2017年3月10日に配信開始された。
対応機種はMicrosoft Windows、PlayStation 4、PlayStation Vita。クロスセーブにも対応する。
2021年4月22日には、新規要素を加えたソフト『フィリスのアトリエ 〜不思議な旅の錬金術士〜 DX』、および他の「不思議シリーズ」の新規版（『ソフィーのアトリエ 〜不思議な本の錬金術士〜 DX』『リディー&スールのアトリエ 〜不思議な絵画の錬金術士〜 DX』）をセットにして、「フォトモード」と「デジタルアートブック」(操作説明は英語)が追加されたソフト『アトリエ 〜不思議の錬金術士 トリロジー〜 DX』がPlayStation 4、Nintendo Switch、Microsoft Windows向けに発売された。

## 概要
錬金術を題材にしたアトリエシリーズの主要タイトル第18作目。本作は『ソフィーのアトリエ 〜不思議な本の錬金術士〜』に続く不思議シリーズの第2作となる。
本作のテーマはタイトルにもある通り「旅」でシリーズ最大のフィールドとなる。
キャラクターデザインは前作同様にゆーげんとNOCOの二人体制だが、コンセプトデザインはゆーげんが手掛ける。錬金術の師匠としてソフィーが登場するなど、前作『ソフィーのアトリエ』の人物も登場する。

## あらすじ
アダレットの隣国、ラスティンという国にある岩石をくりぬいて作られた地中の街にフィリスという少女が住んでいた。フィリスはこの街から出たいと思っていたが、街の出入り口に設置された大きな鉄扉は少女には重すぎ、外に出ることは叶わなかった。
ある日、この鉄扉が開く。ソフィーとプラフタ、二人の錬金術士が「錬金術」の力でこの扉を開いたのだった。錬金術に興味を持ったフィリスはソフィーに弟子入りする。
一年間で一人前の錬金術士になるという条件つきで、フィリスは街から出ることを許される。そして、フィリスの一人前の錬金術士になるための旅が始まる。

## ゲームシステム
従来のアトリエシリーズは主人公の最初にいる街にアトリエを拠点として構え、そこから周囲の地域に素材の採集に出かけ、アトリエに帰って調合をするという流れだった。本作では特定の拠点を持たず、旅先でテントを立てて、そこに一時的なアトリエを構えることになる(次作にはこのようなシステムは採用されていない)。また、雪原では防寒具を着たり、高温の地域では薄着になったりと、主人公の衣装を変更できる。また、今作では4作ぶりにアトリエに入っただけではパラメータが全快しなくなった。
仲間を加える際はこれまた4作ぶりに仲間に直接話しかけなければならなくなった。その後も「アーシャのアトリエ」までのように仲間に会う毎に話しかけなければならない。ただ、パーティーメンバーを幾人か待機させて置く事も可能(当初は一人まで、公認試験合格後、ソフィーとプラフタが加入した後は三人まで)。なお、リアーネ、ソフィー、プラフタとは別れる事は出来ない(別れる為のコマンドは選択肢に表示されるが、選択しても拒否される)。
武器は今作ではシリーズで初めて、フィリス以外は二つまで装備可能になった。二つ以上装備していると、スキルコマンドの「サブ武器」メニューからその武器専用のスキルを選んで使用可能。また、使用アイテムは前作では一人につき五つまでと装備数が決まっていたが、今作では「シャリーのアトリエ」以来二作ぶりに専用の装備システムが導入され、そこにアイテムを装備可能になった。装備さえしていれば各キャラがそれを使用可能(ただし錬金術師以外のキャラは使用アイテムに制限がある)。更に今回はそれまでの「装備枠」の概念は無く、1マスにつき1つ装備が可能になっており(このマスはゲーム中で経験を積むと増えていく)、利便性は向上した。アイテムの使用回数補充の機能も健在で、今作には前作でその役割を担っていたコルネリアは登場しないが、公認試験に合格しソフィー達をパーティーメンバーに加えた後にソフィーからコルネリアを模した人形が渡され、それを使うとアイテム補充が可能になる。仕組みは彼女の好物でもあったミルクを渡すと、アイテムを使用後にアトリエに入った後に自動で回数が全快(但しミルクを渡す以前までに消費した使用数は含まない)するというもの。ただしミルクが切れると補充はされなくなる。ミルクは通常の方法では入手出来ない為、店で購入するしかない。
調合システムは前作『ソフィーのアトリエ』と同様だが、新たに乗り物などを作る「超弩級調合」が追加される。又、黄昏シリーズのように錬金レベルが一定になっていなければ調合が行えなくなっている。
前作は期限が無かったが、本作ではエルトナの街から自由に外出できる様になる条件を達成するまでには一年間の期限があり（錬金術を覚えた以降、最初に街の外に出るために30日以内に目標を達成する条件もある）、その目標をクリアすると無期限にプレイできるようになる。また、クリア後のエンディング分岐、クリアデータ引継ぎの要素が復活し、二作ぶりに周回プレイが可能になっている。各エンディングを選択した場合のスタッフクレジットの際には、当初は前作同様スキップは出来なかったが、アップデートにより実装された。また、今回のトゥルーエンドはある程度グランドエンディングを解禁する事が開放条件だが、別に全てのグランドエンディングを開放しなくても開放される。
戦闘のシステムはターン制であった前作と異なり、従来のように一人一人に攻撃・回復技を入力して行動させる物に戻った。これにより再び作戦を立てやすくなった。
「アーシャのアトリエ」以降に定着していた、必ず最後に倒さねばならない「ラストボス」が「メルルのアトリエ」以来、5作ぶりに廃止となった。また追加のパーティーメンバー、水着コスチュームの有料配信が2作ぶりに復活。しかも追加パーティーキャラはシリーズで初めて、本編完成時点では本編未収録だったキャラクターである。更に初めて専用のエンディングが用意された。
前作ではビデオクリップを保存すると左下に白地に著作権表記が表示されていたが、今作ではクリップを保存しても表示されなくなった。

## 登場人物
フィリス・ミストルート
声 - 本渡楓 / キャラクターデザイン - ゆーげん
本作の主人公。15歳。手には水晶の杖を持っており、リュックを背負っている。地中の都エルトナで生まれ育った少女。薄暗い洞窟の街でずっと暮らして来た事もあり、外部の世界に非常に強い憧れと好奇心を抱いている。外の世界は危ないからという理由で親からは一歩も外へ出る事を許されず、出入り口の扉を毎日寂しそうに眺めたりしていた。しかしそんなある日、頑丈な扉を爆破してソフィーとプラフタが現れ、それをきっかけとして錬金術を覚え、外の世界へ「条件付きで」外出OKとなった。鉱石の声を聴く事が出来、それを活かして採掘作業も職業とする。15歳だが、言葉遣いや言動は幼め。前作では主人公だったソフィーとは違い、野菜は苦手でお肉が好物。これに関して姉のリアーネや野菜好きなオスカーに怒られるなどしている。
リアーネとは姉妹関係だが、実は本当の妹ではなく一人っ子。その理由はリアーネが本当の母親を亡くし、ミストルート家に引き取られた孤児である為だった。これはフィリスがかなり幼い頃の出来事であった為、いつの間にか記憶を忘れてしまっていた。だがこの事を聞かされた後も、フィリスはリアーネを本当の姉として慕い続けた。
自分に錬金術を教えてくれたソフィーの事をとても尊敬しており、別れる時、又は別れを切り出された時には非常に悲しみ、初めて彼女と再会をした時には大泣きをするなど、強い憧れを示している。リアーネ曰く「ソフィーさんの前だと子供に戻ってしまう」。一方のソフィーもプラフタ曰く「フィリスの前だと昔に戻ってしまう」。因みに、不思議シリーズの主人公では唯一両親が双方とも生存している人物である。
次作リディー＆スールのアトリエでも引き続き登場し、下記のリアーネのように、弓を武器にするようになっている。
リアーネ・ミストルート
声 - 佐藤あずさ / キャラクターデザイン - NOCO
フィリスの3つ年上の姉。弓を得物として使う狩人で条件付きで旅に出るフィリスのお目付け役兼、旅のアドバイザーとして同行する。かつてのツェツィーリア・ヘルモルトのように妹のフィリスを溺愛しており、時に暴走する事もあるシスコン気味。だが甘やかしてばかりではなくしっかりとフィリスを叱ったりもする。前作のモニカ同様、使用アイテムはお菓子や薬など回復系が中心で、うに袋を投げて攻撃も可能。掃除も趣味で、散らかった部屋も一瞬で掃除する。この事についてプラフタがソフィーを叱った際、年齢を聞いてソフィーはショックを受けた(ソフィーは背丈は低めだがリアーネより年上)。アングリフに対しては、当初はその風貌からやや警戒気味で度々怒りを露わにしたり、口論になる事も多かったが、長い旅の中で人となりを知る内に打ち解け、穏やかに接するようになる。
上記のフィリスの項のように、彼女はフィリスの本当の姉ではない。その為一度、自分の故郷をその目で確かめたいと思い、それと同時にフィリスに当時の記憶を思い出させたくないと思い彼女に突然の別れを切り出す。この事で一度口論になるも、一晩休んだ後に再度思い直し、フィリスに真実を打ち明ける事にした。その事を知ったフィリスはそれでも、「血が繋がってなくても私のお姉ちゃん」とリアーネを受け入れた。家族にもこの事を話し、その後自分の故郷の地図をノルベルトから渡される。改めてそこを見に行った時には、すでに「空を統べし者」により滅ぼされており、泣き崩れてしまった。フィリス曰く「心に抱え込んでいる事が有ると口数が多くなる」。その後故郷を滅ぼした敵討ちをすべく、空を統べし者を討伐、故郷に別れを告げた。作中に於けるノルベルトの発言から、彼女は実はノルベルトの子供で、彼の妻が彼女の母であるアリアなのではないかと推測されるが、詳細については明かされなかった。
彼女の声を担当した佐藤は、前作のプラフタの声優の井口同様、物語のナレーションも担当した。
次作にも続投するが、他の続投メンバーと違い、ビジュアルは変更無し。
イルメリア・フォン・ラインウェバー
声 - 金子彩花 / キャラクターデザイン - ゆーげん
旅の中で出会う仲間、自称天才錬金術士。プライドが高く負けず嫌いな性格、フィリスとは良きライバルであり、それと同時に親友同士でもある。フィリスやソフィー同様公認試験を受けるべくライゼンベルグを目指して旅をしており、その中でフィリスと打ち解けていく。かつてのクーデリアやミミと似たタイプの性格だが、彼女達と比べ突っ撥ねた言動は少なめで、そればかりか公認試験の際には「一緒に行かない？」とフィリスと同時に言い、喧嘩の際にはフィリスの前で「ごめんなさい」とやはりフィリスと同時に謝って、同時にお互いの欲しがっていたぬいぐるみを差し出すなど、クーデリア達以上に主人公と息ぴったりである。背丈はフィリスよりも少し低い。過去の人物程には強調されてはいないがそれをひそかに気にしており、アングリフにそれを言われた際は機嫌を少し損ねた。
実は錬金術の名家であるラインウェバー家のお嬢様であり、幼いころから釜に向き合って錬金術を習得した努力家。公認試験も両親に認めてもらうため、という目的がある。
次作リディー＆スールのアトリエにも登場。
レヴィ・ベルガー
声 - 寺島惇太 / キャラクターデザイン - NOCO
ただ強くなるためだけに旅をし続ける凄腕の流浪の剣士。紫色の髪で黒い衣装を着ており、外見からは怖く見られがち(特にシャノンから)。見た目に似合あわず探求心が強く、家事が得意という意外な一面がある。迷子の子供を助けたりもする。同じく家事を得意とするリアーネと共同で家事をこなす事もあり、共にフィリスの野菜嫌いを克服しようと模索する事もある。この特技でお腹を空かせた子供の為に料理を振舞ったりもした。言葉遣いは少々大げさで、なかなか落ちないシミなどの汚れに対し、「俺を本気にさせた事、後悔させてやろう」「この世から消し去ってやる」と言い不敵な笑いをする事も。
ソフィー・ノイエンミュラー
声 - 相坂優歌 / キャラクターデザイン - NOCO
前作『ソフィーのアトリエ』の主人公。本作ではフィリスに錬金術を教える先生として登場。プラフタと共に旅をしている為、一緒に登場する事が多い。前作では16歳だったが、本作では20歳となり大人らしい一面も。尚、前作では仲間のレオンから新しい錬金術の衣装を与えて貰っていたが、今回はそれ以前まで着ていた初期型の衣装に近い衣装になっている。加齢による影響か、外見や年齢を少々気にしている様子。リアーネよりも背が低く、その為か当初はリアーネを年上と思っており、部屋を散らかし過ぎてプラフタに怒られ口論となりリアーネの年を聞いた際にはかなりショックを受けていた。錬金術の経験を積んだ事で、オスカー同様に素材の「声」を聞く事が出来るようになっており、気持ちを理解出来る。鉱石の声が聞こえるフィリスと共に採取勝負をした際はこの力でフィリスに勝利した。その後、もう一度その場所に採取に行った際、弟子のフィリス共々地下の洞窟に落下し、足を怪我してしまう。おまけに熱まで出してしまい、絶体絶命な状況となるが、フィリスが「先生を助けたい」と一心に思った事がきっかけで素材の声が聴けるようになり、声を出した素材を採取して薬を作ってもらい、一命を取り止めた。オスカーとは前作同様かなり仲良し。前作の頃から酒に興味を持っており、今作では成人している為、ロジーのおごりで飲酒をした事があるが、意外にもお酒に強く、ロジーはかなり参っていた(彼女以上に酒に強いアングリフには更に参っていた)。
フィリスが一人前になったからという理由で一度こっそり旅支度をし、別れようとした事があるが、あっさりバレてしまう。別れたくないフィリスの言葉に心を打たれ、これからも一緒に旅をしようと提案した。トゥルーエンドでは彼女とプラフタ、フィリスとリアーネの姉妹が共にどこまでも続く旅に出る様子が描かれた。
尚、シリーズ第1段の主人公が第2段に続投し、尚且つ次の主人公の先生として登場する流れはアーランドシリーズ以来となる。又、アーランドシリーズと違い、彼女は次作でもしっかりと成長した大人の姿で登場する。
プラフタ
声 - 井口裕香 / キャラクターデザイン - ゆーげん
ソフィーの錬金術の師匠に当たる不思議な少女。年齢不詳の錬金術士。元々は魂を一冊の本に移し記憶をも失っていたが、ソフィー達の活躍により記憶を完全に取り戻し人形の体も持ち、現在はソフィーと共に旅をする。ソフィーとは彼女が16歳の頃から一緒に居るが、この体はあくまで「人形」である為どんなに年月が経過しても外見はそのまま変化しない。その為フィリスはプラフタがソフィーの師匠と聞かされるまで、プラフタの方が年下に見えていた。また、体が人形であっても元は人間の為表情・動作等は普通の人間と同じ。その為フィリスは彼女が人形の体と聞かされた際、かなり驚いていた。ソフィーよりもしっかり者で分かり易い解説の仕方をする。その為一度、フィリスに分からない部分を教えた際に「ソフィー先生より分かり易い」と絶賛され「先生」付けで呼ばれたが、これを聞いたソフィーからはやきもちを焼かれた。まだ子供な面も所々あるソフィーを度々フォローするなど、師弟仲は今作でも大変良好。
オスカー・ベールマー
声 - 山下誠一郎 / キャラクターデザイン - NOCO
ソフィーと同じくキルヘン・ベル出身の男性。前作では太っていたが、旅を続けていたため、本作では激やせして登場する。またそれに合わせ、衣装や靴のデザインも変更されている。植物と会話する能力を持つ。今作では植物に対して熱いという側面が前作より強調されて描かれており、仲間のちょっとした発言に怒ってしまったりする。フィリスの野菜嫌いに対しても同様。今作では「チェルシー」と名付けた花と友達になり、彼女に友達を作るべくフィリスと奮闘する。チェルシーを連れて様々な場所に出掛け色々な植物と対話をさせる。当初は植物の声はオスカーのみ聴く事が出来たが、後にフィリスもソフィー絡みの一件がきっかけで植物の声が聴けるようになり、チェルシーと直接会話をしている所を見て彼は大喜びした。しかし、突然、チェルシーが元気を無くしてしまう。実は寿命が尽きる時が来ており、植物栄養剤を調合したが効果は無く、オスカー達への感謝と、オスカーの夢を絶対実現させるようにエールを送り死亡した。フィリスは彼と共に別れを悲しむが、チェルシーは種を残していた。この種を植えて元気に育てるとオスカーは誓い、又フィリスに一緒に植物と友達になる旅をしないか提案した。
ドロッセル・ワイスベルク
声 - 小澤亜李 / キャラクターデザイン - ゆーげん
お気楽な性格の脚本家の女性で年齢は26歳。黒髪のボブカットで、左半身にプレートメイルを装備しているが右半身は軽装で大きく胸元が開いた衣装を着ている。父親から戦技を教わっており、斧を得物として扱う。前作のフリッツの娘で、前作では彼の口から彼女と思しき人物の事が公言されていた。父のフリッツは今作でも登場し、娘である彼女と再会を果たす。しかし彼女は父親ではなく、父親を模した人形「フリッツくん」との再会の方を喜んでいた。父親同様、人形の事となると人格が変わり、周りが見えなくなる。特にフリッツくんに対してはかなりの溺愛ぶりで、それを誤って父親が壊してしまった時はかなり激怒した。この激怒の理由には、他にも初めて母親からプレゼントされた人形という物もあり、思わず激怒してしまった時には罪悪感が出てしまい、父と顔を合わせづらくなってしまった。しかしフィリスに錬金術で人形を直して貰い、それを持って行って父親とも和解。更に仲直りも兼ねて共に人形劇をやろうと提案し、台詞の読み上げにはフィリスを起用した。フィリスの故郷、エルトナでその劇を演じ、見事に観客から好評を博した。
子供の為の仕事を生業としているだけあって遊び心があり、子供の気持ちもしっかりと捉える。フルスハイムではエスカと共に鬼ごっこで遊んだりもした。

## 主題歌
オープニングテーマ
「flora」
作詞・作曲・歌 - 南壽あさ子 / 編曲 - 湯浅篤

エンディングテーマ
「光ノ軌跡」
作詞 - 日山尚 / 作曲・編曲 - 阿部隆大 / 歌 - 霜月はるか
「Into the Journey」
作詞・作曲・編曲 - 矢野達也 / 歌 - Ceui

挿入歌
「わたしの見たい景色まで」
作詞・作曲・編曲 - 柳川和樹 / 歌 - 山本美禰子
「嵐を越えて」
作詞・作曲・編曲 - なるけみちこ / 歌 - 霜月はるか
「このごろ、そのひぐらしで」
作詞・作曲・歌 - 南壽あさ子 / 編曲 - 湯浅篤
「青、淡き旅」
作詞・作曲 - Tasmanian＆Tiger / 編曲 - 滝沢光啓 / 歌 - PiA
「Ressurection」
作詞 - 青木香苗 / 作曲・編曲 - 阿知波大輔 / 歌 - 悠花